# جيمس إل. بيري
جيمس إل. بيري (بالإنجليزية: James L. Perry)‏ هو باحث أمريكي، ولد في 11 مايو 1948 في تو ريفرز في الولايات المتحدة.